# Вермахт
Ве́рмахт (від нім. Wehr — оборона, нім. Macht — сила-Wehrmacht) — збройні сили нацистської Німеччини, що існували впродовж 1935–1945 років. Вермахт було створено згідно із законом від 16 березня 1935 року. Базою для створення й розгортання збройних сил послужив Рейхсвер, перейменований після введення загальної військової повинності. Вермахт складався з Сухопутних військ, Військово-повітряних сил (Люфтваффе) і Військово-морського флоту (Кріґсмаріне).
Вермахт було офіційно розпущено законом Контрольної ради союзників № 34 від 20 серпня 1946 року. Замість нього пізніше було створено Бундесвер.

## Організація
Відповідно до Закону про створення Вермахту, кількість дивізій повинна була зрости до 36, а загальна чисельність сухопутної армії досягти 500 тис. осіб. Військові формування СС («Ваффен-СС»), чисельність яких до кінця війни становила більш ніж мільйон осіб, формально не були частиною Вермахту, але підпорядковувалися його Верховному командуванню (ОКВ).
Очолювало Вермахт Верховне головнокомандування Збройними силами Німеччини (ОКВ), в підпорядкуванні якого знаходилися сухопутні війська, ВПС і ВМС. До складу ОКВ входили: оперативний відділ (генерал А. Йодль), воєнна розвідка й контррозвідка — Абвер (начальник — адмірал В. Канаріс), економічний відділ, що займався питаннями постачання й озброєння армії (Р. Томас), та управління загального призначення. Начальник штабу ОКВ — генерал В. Кейтель.
Іншим найвищим військовим органом був ОКГ — командування сухопутними силами (В. Браухіч, Ф. Гальдер, Ф. Паулюс).
Командувач ВПС (Люфтваффе) був Г. Герінг.
ВМС (Кріґсмаріне) був Е. Редер.
Але найголовнішими були ОКВ й ОКГ, які, по суті, змагалися між собою. Верховним головнокомандувачем Вермахту був рейхсканцлер Адольф Гітлер. Напередодні Другої світової війни Вермахт налічував 3 млн осіб; його максимальна чисельність досягла 18 млн осіб (грудень 1943 року).

## Історія створення
Після Першої Світової Війни та перемир'я 11 листопада 1918 року регулярні збройні сили Німеччини були розпущені й отримали назву (нім. Friedensheer «армія миру»). Однак уже у березні 1919 року був прийнятий закон, який передбачав створення перехідних збройних сил на шляху відновлення регулярної армії (нім. Vorläufige Reichswehr). Умови Версальського миру забороняли створення великої армії, створення військово-повітряних сил, танкових військ та важкої артилерії. Також був заборонений призов до армії. Попри значне обмеження умовами цього договору, були створені нові збройні сили Німеччини — Рейхсвер (нім. Reichswehr) 23 березня 1921 року. Чисельність рейхсверу не повинна була перевищувати 100 000 сухопутних вояків та 15 000 моряків.
Значні зміни в структурі збройних сил відбулися, коли до влади прийшов Адольф Гітлер і 2 серпня 1934 року після смерті президента Гінденбурга офіційно став головнокомандувачем збройними силами країни. Хоча Німеччина раніше активно вдосконалювала свою армію за допомогою СРСР, прихід Гітлера до керівництва збройними силами позначив нове збільшення армії та відновлення військового призову 16 березня 1935 року. Вже 16 березня 1935 року Вермахт було офіційно створено і почалося його активне збільшення, всупереч умовам Версальського миру. Емблемою нової армії був обраний Балькенкройц (нім. Balkenkreuz), який використовували на літаках і танках під час попередньої війни.

## Керівні структури
Головнокомандувачем Вермахту був Адольф Гітлер з січня 1938 року по 30 квітня 1945 року, до моменту свого самогубства. Спочатку керівництво збройними силами належало військовому міністерству, очолюваному генералом-фельдмаршалом Вернером фон Бломбергом. Після відставки Бломберга 1938 р. міністерство було ліквідоване і створене Верховне командування Вермахту (нім. Oberkommando der Wehrmacht, OKW). На чолі Верховного командування ОКВ став генерал-фельдмаршал Вільгельм Кейтель і штаб-квартира була розташована у м. Вюнсдорф біля Берліна. ОКВ координувало діяльність усіх підрозділів, але всі види військ мали свої власні командні структури й підрозділялися на:
- ОКГ (нім. Oberkommando des Heeres командування сухопутними військами),
- ОКЛ (нім. Oberkommando der Luftwaffe командування Люфтваффе),
- ОКМ (нім. Oberkommando der Marine командування ВМФ).

Штандарт головнокомандувача вермахту 1935—1938 рр.

У місці знаходження Гітлера, як верховного головнокомандувача, також знаходилася ставка ОКВ.
Одночасно в складі ставки було створено відділ, названий штабом оперативного керівництва. У нього входив відділ національної оборони (відділ «Л» — оперативний відділ) і відділ зв'язку. До 8 серпня 1940 року цей відділ називався не штабом, а оперативним управлінням збройних сил. Весною 1939 року він став включати також відділ друку й пропаганди. Начальник штабу оперативного керівництва підпорядковувався безпосередньо начальнику штабу ОКВ й відповідав за всі відділи. На початок Другої світової війни начальником штабу ставки був В. Кейтель.

## Командувачі
- Еріх фон Манштейн
- Франц Гальдер
- Герд фон Рундштедт
- Вальтер фон Браухіч
- Ервін Роммель
- Курт Штудент

## Чисельність
За десять років існування до лав Вермахту приєднався понад 26,5 мільйонiв осіб. На початку Другої світової війни загальна чисельність Вермахту становила 3 214 000 осіб.